# マイケル・マッケンリー
マイケル・チャールズ・マッケンリー（Michael Charles McKenry, 1985年3月4日 - ）は、アメリカ合衆国テネシー州ノックスビル出身の元プロ野球選手（捕手）。右投右打。
愛称は、「The Fort（ザ・フォート - 「要塞」の意で、捕手である点とフォートマクヘンリーに語感が似ているところから）」。

## 経歴

### プロ入りとロッキーズ時代
2006年のMLBドラフト7巡目（全体198位）でコロラド・ロッキーズから指名され、プロ入り。
2010年9月8日のシンシナティ・レッズ戦でメジャーデビューを果たした。

### レッドソックス傘下時代
2011年3月29日にダニエル・ターペンとのトレードで、ボストン・レッドソックスへ移籍。レッドソックス在籍中はメジャー昇格が無かった。

### パイレーツ時代
2011年6月13日に金銭トレードで、ピッツバーグ・パイレーツへ移籍した。
2012年は長打力を発揮し、自身初の二桁本塁打を記録。
2013年12月2日、クリス・スチュワートの加入に伴ってDFAとなり、同日にノンテンダーFAとなった。

### ロッキーズ復帰
2014年1月16日に古巣・ロッキーズとマイナー契約を結んだ。3月20日にメジャー契約を結んだ。
2015年も開幕からアクティブ・ロースター入りしたが、8月19日に右膝外側半月板断裂で60日間の故障者リスト入りし、24日に右ひざの手術を受けた。10月14日にAAA級アルバカーキ・アイソトープスに降格となり、翌15日にFAとなった。

### レンジャーズ傘下時代
2015年12月30日にテキサス・レンジャーズとマイナー契約を結び、同年のスプリングトレーニングに招待選手として参加することになった。
2016年5月14日に自由契約となった。

### カージナルス時代
2016年5月27日にセントルイス・カージナルスとマイナー契約を結び、傘下のAAA級メンフィス・レッドバーズへ配属された。7月7日にメジャー契約を結んでアクティブ・ロースター入りした。7月19日にDFAとなった。

### ブレーブス傘下時代
2016年7月22日にアトランタ・ブレーブスとマイナー契約を結んだ。

### ブルワーズ傘下時代
2016年8月15日にトレードで、ミルウォーキー・ブルワーズへ移籍し、傘下のAAA級コロラドスプリングス・スカイソックスへ配属された。オフの11月7日にFAとなった。

### レイズ傘下時代
2016年12月22日にタンパベイ・レイズとマイナー契約を結び、2017年のスプリングトレーニングに招待選手として参加することになった。
2017年は傘下のAAA級ダーラム・ブルズでプレーし、73試合に出場して打率.209・4本塁打・25打点の成績を残した。オフの11月6日にFAとなった。

### 引退後
2018年2月2日に引退を表明し、同時に母校・ミドルテネシー州立大学の育成ディレクターへの就任も発表された。また、この年よりケント・テカルヴの後任としてAT&Tスポーツネット・ピッツバーグにてパイレーツ戦の中継でアナリストを務める。

## 詳細情報

### 年度別打撃成績
| 年 度    | 球 団    | 試 合 | 打 席 | 打 数 | 得 点 | 安 打 | 二 塁 打 | 三 塁 打 | 本 塁 打 | 塁 打 | 打 点 | 盗 塁 | 盗 塁 死 | 犠 打 | 犠 飛 | 四 球 | 敬 遠 | 死 球 | 三 振 | 併 殺 打 | 打 率 | 出 塁 率 | 長 打 率 | O P S |
| -------- | -------- | ----- | ----- | ----- | ----- | ----- | -------- | -------- | -------- | ----- | ----- | ----- | -------- | ----- | ----- | ----- | ----- | ----- | ----- | -------- | ----- | -------- | -------- | ----- |
| 2010     | COL      | 6     | 9     | 8     | 0     | 0     | 0        | 0        | 0        | 0     | 0     | 0     | 0        | 0     | 0     | 1     | 0     | 0     | 5     | 0        | .000  | .111     | .000     | .111  |
| 2011     | PIT      | 58    | 201   | 180   | 17    | 40    | 12       | 0        | 2        | 58    | 11    | 0     | 1        | 5     | 2     | 14    | 2     | 0     | 49    | 3        | .222  | .276     | .322     | .598  |
| 2012     | PIT      | 88    | 275   | 240   | 25    | 56    | 14       | 0        | 12       | 106   | 39    | 0     | 0        | 0     | 3     | 29    | 1     | 3     | 73    | 7        | .233  | .320     | .442     | .762  |
| 2013     | PIT      | 41    | 122   | 115   | 9     | 25    | 6        | 0        | 3        | 40    | 14    | 0     | 0        | 0     | 0     | 5     | 0     | 2     | 24    | 2        | .217  | .262     | .348     | .610  |
| 2014     | COL      | 57    | 192   | 168   | 23    | 53    | 9        | 0        | 8        | 86    | 22    | 0     | 3        | 1     | 0     | 22    | 1     | 1     | 42    | 6        | .315  | .398     | .512     | .910  |
| 2015     | COL      | 58    | 152   | 127   | 20    | 26    | 7        | 3        | 4        | 51    | 17    | 2     | 2        | 0     | 1     | 22    | 0     | 2     | 41    | 2        | .205  | .329     | .402     | .731  |
| 2016     | STL      | 3     | 2     | 1     | 0     | 0     | 0        | 0        | 0        | 0     | 0     | 0     | 0        | 1     | 0     | 0     | 0     | 0     | 1     | 0        | .000  | .000     | .000     | .000  |
| MLB：7年 | MLB：7年 | 311   | 953   | 839   | 94    | 200   | 48       | 3        | 29       | 341   | 103   | 2     | 6        | 7     | 6     | 93    | 4     | 8     | 235   | 20       | .238  | .318     | .406     | .725  |

### 背番号
- 8（2010年、2014年 - 2015年）
- 55（2011年 - 2012年）
- 19（2013年、2016年）